# Der Staatsanwalt hat das Wort: Störende Geräusche
Störende Geräusche ist die erste Episode des deutschen Fernsehfilms Aus der Arbeit einer Schiedskommission von Wilhelm Gröhl aus dem Jahr 1968. Das kriminologische Fernsehspiel erschien als 11. Folge der Filmreihe Der Staatsanwalt hat das Wort.

## Einführung
In dieser Folge der „Staatsanwalt“-Sendereihe nahm Staatsanwalt Peter Przybylski sozusagen nur als Gast teil. Er wurde gleich zu Beginn der Verhandlung vom Leiter der Schiedskommission gebeten, im Verhandlungsraum (eine Schulklasse) Platz zu nehmen.

## Handlung
Frau Petermann, ihr Sohn Frank sowie der Nachbar, Herr Gronau, sind eigentlich recht ordentliche, vernünftige Leute. Wenn sich Frau Petermann an Franks Klarinettenspiel erfreut, das er ihr zuliebe nach Feierabend pflegt, ist ihr das gewiss nicht anzukreiden. Andererseits spricht es durchaus für Herrn Gronau, dass er seine Abende mit dem Fernstudium verbringt und sich in die Zeichnung für seine Abschlussarbeit vertieft. Während jedoch Frau Petermann verzückt dem Spiel ihres Sohnes lauscht, sieht Herr Gronau ob der Flötentöne sein Konzentrationsvermögen dahinschwinden und will schließlich dem Jünger der Muse energisch Einhalt gebieten. Da werden harte Worte gewechselt, und es bleibt nicht nur bei Worten.

## Produktion
Störende Geräusche entstand 1968  im Zuständigkeitsbereich des DDR-Fernsehfunks, Bereich Dramatische Kunst.
Szenenbild: Dietrich Singer; Kostüm: Ursula Rotte; Dramaturgin: Käthe Riemann; Kommentar: Peter Przybylski. 